# سارة واتكينز
سارة واتكينز (بالإنجليزية: Sara Watkins)‏ (ولد في 8 يونيو 1981) هي مغنية وكاتبة أغاني أمريكية. ظهرت واتكينز لأول مرة في عام 1989 كعضو عازف وعضو مؤسس في مجموعة البلو جراس التقدمية مع شقيقها شون وعازف المندولين كريس تيل. بالإضافة إلى الغناء، تعزف واتكينز أيضًا على آلتي القيثارة والإيتار.

## روابط خارجية
- سارة واتكينز على موقع IMDb (الإنجليزية)
- سارة واتكينز على موقع ميوزك برينز (الإنجليزية)
- سارة واتكينز على موقع رولينغ ستون (الإنجليزية)
- سارة واتكينز على موقع إن إن دي بي (الإنجليزية)
- سارة واتكينز على موقع ديسكوغز (الإنجليزية)
- سارة واتكينز على موقع قاعدة بيانات الفيلم (الإنجليزية)

- الموقع الرسمي

### المقابلات
- مقابلة على Metromix.com